# Callopistria cabara
Callopistria cabara là một loài bướm đêm trong họ Noctuidae.